# Fiscalía General de Justicia del Estado de México
La Fiscalía General de Justicia del Estado de México (FGJEM) es un órgano constitucional autónomo con funciones de ministerio público encargado de investigar y perseguir los delitos del fuero común cometidos en el Estado de México.
El fiscal general de la institución es el licenciado José Luis Cervantes Martínez, designado al cargo el 10 de marzo de 2022.
Como fiscalía, posee las siguientes funciones primordiales:
- Encargarse de la investigación, persecución de los delitos que sean de su competencia en el ámbito local.

- Conducirse bajo los principios de eficacia, honradez, imparcialidad, objetividad, profesionalismo, respeto a los derechos humanos y perspectiva de género.

- Aplicar los mecanismos alternativos de solución de controversias en materia penal a través de la implementación del servicio de carrera de las y los agentes del ministerio público, las y los policías de investigación, las y los peritos, las y los orientadores jurídicos y las y los facilitadores.

- Coadyuvar con las instituciones de Procuración de Justicia de la Federación y de las entidades federativas, en la investigación de los delitos, en la persecución de los imputados, solicitar la colaboración, así como informes o documentos.

- Formar y actualizar a las y los servidores públicos para los mecanismos alternativos de solución de controversias en materia penal, la investigación, persecución y sanción de los delitos y en las demás materias que sean de su competencia, a través de la implementación del servicio de carrera de las y los agentes del ministerio público, las y los policías de investigación, las y los peritos, las y los orientadores jurídicos y las y los facilitadores de mecanismos alternativos de solución de controversias en materia penal.

- Establecer políticas en materia de prevención del delito, procuración de justicia y servicio público con perspectiva de género, en coordinación con las instituciones de seguridad pública y órganos autónomos federales y estatales, así como con los municipios.

- Promover la participación responsable de la sociedad civil y los medios de comunicación, con el fin que se cumplan con los programas que le competen, en los términos que en ellos se establezcan.

## Atentado contra José Luis Cervantes
El 25 de enero de 2024, el fiscal en turno José Luis Cervantes Martínez, fue atacado a balazos en un atentado que sufrió mientras se transportaba en una camioneta sobre la autopista México-Querétaro. Cervantes sobrevivió al ataque y salió ileso del mismo. Por este hecho, un hombre llamado Julio César «N», fue arrestado por el delito de flagrancia al haber estado implicado en el atentado.